# Stilbus testaceus
Stilbus testaceus là một loài bọ cánh cứng trong họ Phalacridae. Loài này được Panzer miêu tả khoa học năm 1797.